# Адер (округ, Оклахома)
Шаблон:StateAbbr_ 35°53′ пн. ш. 94°40′ зх. д. / 35.88° пн. ш. 94.66° зх. д.
Адер (англ. Adair County) — округ (графство) у штаті Оклахома, США. Ідентифікатор округу 40001.

## Історія
Округ утворений 1907 року.

## Демографія
За даними перепису 2000 року загальне населення округу становило 21038 осіб, зокрема міського населення було 3156, а сільського — 17882. Серед мешканців округу чоловіків було 10370, а жінок — 10668. В окрузі було 7471 домогосподарство, 5567 родин, які мешкали в 8348 будинках. Середній розмір родини становив 3,25.
Віковий розподіл населення поданий у таблиці:
| Стать    | До 15 років | 15-21 | 22-29 | 30-39 | 40-49 | 50-65 | 65-85 | Понад 85 |
| -------- | ----------- | ----- | ----- | ----- | ----- | ----- | ----- | -------- |
| Чоловіки | 2667        | 1135  | 1122  | 1453  | 1379  | 1560  | 972   | 82       |
| Жінки    | 2582        | 1112  | 1026  | 1427  | 1417  | 1623  | 1285  | 196      |

## Суміжні округи
- Делавер — північ
- Бентон, Арканзас — північний схід
- Вашингтон, Арканзас — схід
- Кроуфорд, Арканзас — південний схід
- Секвоя — південь
- Черокі — захід

## Виноски
1. ↑  U.S. Decennial Census. United States Census Bureau. Архів оригіналу за 2 березня 2013. Процитовано 18 лютого 2015.
2. ↑  Historical Census Browser. University of Virginia Library. Архів оригіналу за 11 серпня 2012. Процитовано 18 лютого 2015.
3. ↑  Forstall, Richard L., ред. (27 березня 1995). Population of Counties by Decennial Census: 1900 to 1990. United States Census Bureau. Архів оригіналу за 19 лютого 2015. Процитовано 18 лютого 2015.
4. ↑  Census 2000 PHC-T-4. Ranking Tables for Counties: 1990 and 2000 (PDF). United States Census Bureau. 2 квітня 2001. Архів оригіналу (PDF) за 18 грудня 2014. Процитовано 18 лютого 2015.
5. ↑  State & County QuickFacts. United States Census Bureau. Архів оригіналу за 15 травня 2001. Процитовано 8 листопада 2013. [Архівовано 2001-05-15 у Wayback Machine.](англ.) Наведено за англійською вікіпедією.
6. ↑  AmericanFactFinder. Бюро перепису населення США. Архів оригіналу за 26 лютого 2012. Процитовано 31 січня 2008. [Архівовано 2008-05-21 у Wayback Machine.]

| США | Це незавершена стаття з географії США. Ви можете допомогти проєкту, виправивши або дописавши її. |